# Loxostege commixtalis
Loxostege commixtalis là một loài bướm đêm trong họ Crambidae.